# Narkissos Jeruzalémský
Narkissos Jeruzalémský (též Narcis, Narcissus; kolem 100 - po 213 Jeruzalém) byl 30. biskup města Jeruzaléma, které se v době římské nadvlády oficiálně nazývalo Aelia Capitolina. Katolická církev i pravoslavné církve ho uctívají jako svatého. Jeho katolický svátek je 29. října, pravoslavný je 7. srpna.

## Život
Všechny informace o Narkissovi pocházejí z Církevních dějin Eusebia z Cesareje. Podle tradice byl Narkissos 30. jeruzalémský biskup a působil v poslední čtvrtině druhého století. Úřad zastával dvakrát, mezitím se uchýlil do samoty jako anachoreta (postevník).
Během svého prvního funkčního období vedl Narkissos spolu s Theophilem z Cesareje provinční synod v souvislosti se sporem o slavení Velikonoc. Zde se postavil proti Polykratovi z Efesu a jím zastupovaným kvartodecimánům a byl v tomto ohledu na straně Říma a Alexandrie. Alexandr Jeruzalémský, kterého Narkissos přijal jako koadjutora během svého druhého funkčního období v roce 212 jako mimořádně starý muž, napsal tohoto roku v dopise obci v egyptské Antinoe, že je Narkissos pozdravil ve věku 116 let.
Během Narkissova funkčního období byl sestaven seznam biskupů Jeruzaléma, který zahrnuje 15 židovských křesťanských biskupů před povstáním Bar Kochby a dalších 15 křesťanských biskupů z pohanství po povstání až po samotného Narkisse; pravděpodobně jde o konstrukci pro doložení apoštolské posloupnosti s cílem posílit význam jeruzalémského biskupa ve sporu o Velikonoce.
Eusebius informuje, že během oslav velikonoční noci, když došel olej z lampy, Narkissos nařídil lidem, kteří byli za olej zodpovědní, aby donesli vodu. Pomodlil se nad vodou, a nechal ji pak naplnit do lamp. Přes všechna očekávání se voda proměnila na olej a hořela. Ještě za Eusebiových časů prý existovali věřící, kteří si trochu tohoto oleje uchovávali.
Umělci bývá Narkissos zobrazován jako biskup držící kvetoucí bodlák. V jeho blízkosti je obvykle džbán na vodu. Často je na obraze i anděl, který odnáší světcovu duši do nebe.